# Gunfight at Carnegie Hall
Gunfight at Carnegie Hall è l'ultimo album inciso da Phil Ochs, registrato live il 27 marzo 1970 e pubblicato nell'aprile del 1974 solo in Canada (per gli altri paesi fu ripubblicato l'anno successivo).
Non sono presenti canzoni inedite, ma solo cover o canzoni dello stesso Ochs che erano state già pubblicate in album precedenti.

## Tracce
Lato A
1. Mona Lisa – 2:17 (Ray Evans, Jay Livingston)
2. I Ain't Marchin' Anymore – 2:44 (Phil Ochs)
3. Oakie from Meskogee – 2:19 (Roy Burris, Merle Haggard)
4. Chords of Fame – 3:21 (Phil Ochs)
5. Buddy Holly Medley – 7:17

Durata totale: 17:58
Lato B
1. Pleasures of the Harbour – 4:59 (Phil Ochs)
2. Tape from California – 3:39 (Phil Ochs)
3. Elvis Medley & Encore – 10:03

Durata totale: 18:41

## Musicisti
- Phil Ochs - voce, chitarra
- Bob Rafkin - chitarra
- Lincoln Mayorga - pianoforte
- Kenny Kaufman - basso
- Kevin Kelley (Kelly) - batteria

Note aggiuntive:
- Phil Ochs - produttore
- Registrato dal vivo il 27 marzo 1970 al Carnegie Hall di New York
- Bart Chiate - ingegnere della registrazione